# Oenanthe pimpinelloides
Oenanthe pimpinelloides es una especie de planta herbácea perteneciente a la familia de las apiáceas. Es originaria de la región del Mediterráneo.

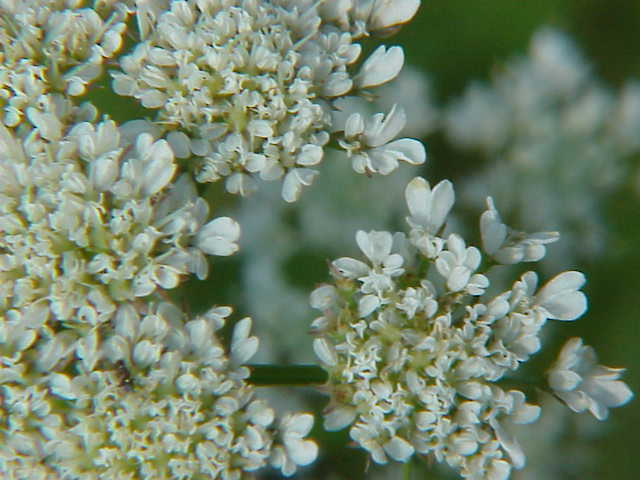
Detalle de la inflorescencia

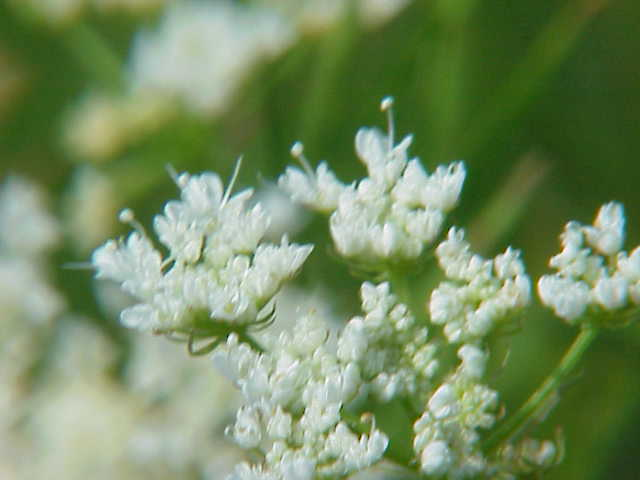
Flores

## Descripción
Es una planta herbácea perennifolia que alcanza los 30-60 cm de altura, está formada por fibras finas, muy largas, que termina en un tubérculo ovoide o subgloboso. El tallo es hueco, y las hojas inferiores bipinnadas. Las flores son de color blanco amarillento. La fructificación se produce en umbelas con una fruta cilíndrica.

## Distribución y hábitat
Se encuentra en pastos y zanjas en Europa occidental y meridional, hasta Turquía, Asia Menor.

## Taxonomía
Oenanthe pimpinelloides fue descrita por Carlos Linneo y publicado en Sp. Pl. 1: 255. 1753
Etimología
Oenanthe: nombre genérico que deriva del griego oinos = "vino", para una planta de olor a vino, y el nombre griego antiguo para alguna planta espinosa.
pimpinelloides; epíteto latino que significa "semejante al género Pimpinella".
Citología
Número de cromosomas de Oenanthe pimpinelloides (Fam. Umbelliferae) y táxones infraespecíficos: 2n=22.
Sinonimia
- Oenanthe maroccana Pau & Font Quer (1929)
- Oenanthe peucedanifolia auct.
- Oenanthe pimpinelloides subsp. callosa (Salzm.) Maire (1932)
- Oenanthe thracica Griseb. [1843, Spicil. Fl. Rumel., 1 : 355]
- Oenanthe pimpinelloides var. chaerophylloides (Pourr.) DC. [1830, Prodr., 4 : 137]
- Oenanthe incrassans Chaub. in Bory & Chaub. [1838, Nouv. Fl. Péloponn. : 19, pl. IX]
- Oenanthe graminifolia Gaudin [1828, Fl. Helv., 2 : 359]
- Oenanthe gallaecica Pau & Merino ex Merino [1904, Mem. Real Soc. Esp. Hist. Nat., 2 : 493]
- Oenanthe chaerophylloides Pourr. [1788, Hist. & Mém. Acad. Roy. Sci. Toulouse, sér. 1, 3 : 323]
- Oenanthe angulosa Griseb. [1843, Spicil. Fl. Rumel., 1 : 352]
- Phellandrium matthioli Bubani [1899, Fl. Pyr., 2 : 370] [nom. illeg.]
- Oenanthe patens Moench [1794, Meth. : 91] [nom. illeg.]
- Oenanthe diversifolia Dulac[6]

## Nombre común
- Castellano: enante de hoja de apio[4]